# Anton Kolcow
Anton Wiktorowicz Kolcow (ros. Антон Викторович Кольцов; ur. 24 czerwca 1973 w Czerepowcu) – rosyjski polityk, lekarz i inżynier. W latach 2017–2022 premier obwodu wołogodzkiego, od 18 lipca 2022 de facto szef rządu okupowanego przez Rosję obwodu zaporoskiego (części jego obszaru z siedzibą w Melitopolu).

## Życiorys
W 1996 ukończył studia lekarskie w Jarosławskiej Państwowej Akademii Medycznej (specjalizacja z pediatrii), a w 2003 z inżynierii metalurgicznej na Uniwersytecie Państwowym w Czerepowcu. Od 2010 kształcił się także w programie szkolenia dla przyszłych gubernatorów w Rosyjskiej Akademii Gospodarki Narodowej i Administracji Publicznej przy Prezydencie Federacji Rosyjskiej. Pomiędzy 1995 a 2000 pracował jako lekarz. Następnie zatrudniony w przemyśle metalurgicznym: od 2000 do 2010 w Firmie Stoik (gdzie doszedł do stanowiska dyrektorskiego), a od 2012 do 2016 w przedsiębiorstwie Siewierstal m.in. jako szef departamentów produkcji i bezpieczeństwa pracy.
W 2016 kandydował do rady obwodu wołogodzkiego z ramienia Jednej Rosji, został zastępcą gubernatora. W latach 2017–2022 był szefem rządu obwodu wołogodzkiego. Po rosyjskiej inwazji na Ukrainę w 2022 zaangażował się po stronie władz okupacyjnych. 18 lipca 2022 został powołany na stanowisko szefa rządu obwodu zaporoskiego (w jego kontrolowanej przez Rosjan części ze stolicą w Melitopolu).
Żonaty, ma dwoje dzieci.